# Kurt Welcker
Kurt Welcker (* 5. November 1899 in Waldenburg (Sachsen); † nach 1944) war ein deutscher Parteifunktionär (NSDAP) und Zahnarzt.

## Leben
Welcker war ein Zahnarzt aus Waldenburg (Sachsen) und promovierte an der Universität München 1925 zum Dr. med. Das Thema seiner Dissertation lautete Die Blasenerkrankungen der Mundschleimhaut. Er trat zum 1. Juni 1930 der NSDAP im Gau Sachsen bei (Mitgliedsnummer 261.895). Von mindestens 1934 bis 1945 war er NSDAP-Kreisleiter von Glauchau.
1933 trat er im Wahlkreis 30 (Chemnitz-Zwickau) für die Reichstagswahl an, wurde jedoch nicht gewählt. Auch 1938 und 1943 erhielt er erneut kein Mandat.
Im April 1935 ernannte ihn Martin Mutschmann in Ausführung der Deutschen Gemeindeordnung zum Beauftragten der NSDAP für den Kreis Glauchau.